# Scuderia CC
La Scuderia CC était une écurie de Grands Prix avant-guerre, fondée par l'allemand Rudolf Caracciola et le monégasque Louis Chiron.

## Historique

### Fondation
À la fin de la saison de Grands Prix 1932, Alfa Romeo se retire de la compétition et laisse Caracciola sans contrat pour l'année à venir. Chiron, lui, a été libéré de ses engagements par Bugatti. Au cours de vacances passées à Arosa, en Suisse, les deux pilotes qui sont amis dans la vie décident de fonder leur propre écurie. Ils décident de la nommer Scuderia CC, les deux "C" sont leurs initiales.

### Débuts avortés au Grand Prix de Monaco
Ils achètent à Alfa Romeo trois 8C (ou Monza),. Celle de Chiron est peinte en bleu avec des bandes blanches, celle de Caracciola est peinte en blanc avec des bandes bleues. Ils se font fournir un camion de transport par Mercedes-Benz,.
Les débuts de la nouvelle écurie doivent avoir lieu au Grand Prix de Monaco 1933. Chiron, encore habitué au pilotage des Bugatti n'a encore jamais été au volant d'une Alfa Romeo en course. Caracciola, qui en 1931 et 1932 était pilote officiel pour l'équipe italienne propose au monégasque de faire un tour de démonstration. Au virage du bureau de tabac trois des quatre freins de l'Alfa Romeo de Caracciola se bloquent, laissant au Regenmeister le choix de partir dans les eaux du port ou dans le mur. Il choisit le mur, mais ressort de l'accident avec une très grave blessure à la jambe droite qui le laissera marqué à vie. Il doit s'absenter des circuits pendant plus d'un an. Au sortir de sa convalescence sa jambe aura perdu près de 5 centimètres.

### Chiron seul pilote
Chiron, doit alors représenter seul la Scuderia CC. Il se qualifie en seconde position, à une seconde du polemen Achille Varzi et termine quatrième de l'épreuve. Moins en réussite en France, Chiron s'élance de la quinzième place et doit abandonner dès le sixième tour, trahi par la transmission de sa monoplace. En Belgique, il réalise la pole position, mais doit de nouveau abandonner sur bris de transmission. Le 6 août 1933, Chiron se présente au Grand Prix de Suède où il abandonne dès le premier tour dans un carambolage impliquant sept pilotes.

### Disparition de la Scuderia CC
Le 15 août, Chiron prend le départ de la Coppa Acerbo avec la nouvelle Scuderia Ferrari, qui vient de reprendre le flambeau pour Alfa Romeo en compétition. L'éphémère Scuderia CC aura existé le temps de quatre épreuves. La disparition de l'écurie s'explique par l'absence de Caracciola et l'arrivée de la Scuderia Ferrari. Celle-ci, offrant à Chiron le soutien logistique dont il avait besoin pour s'engager en compétition.